# Paulinho Makuko
Paulinho Makuko, nome artístico de Francisco Paulo Bastos (Buerarema, 27 de novembro de 1963) é um cantor, compositor, produtor musical, multi-instrumentista, arranjador e vocalista da banda de rock cristão Katsbarnea desde 1988.

## Biografia
Desde a infância, Makuko despertava interesse pela música, participando de desfiles nos dias 7 de setembro tocando caixa clara junto à banda de sua cidade. Mais tarde, em sua adolescência, fundou sua primeira banda, chamada Abismo. Neste grupo, Paulinho Makuko atuava como baterista e por conta de discussões, o conjunto acabou, sendo que o vocalista da banda praticou um homicídio contra o baixista do grupo. Após o fato, Makuko começa a fazer teatro.
Seus pais morreram quando Makuko tinha 16 anos de idade, e acabou com a herança que tinha usando drogas, como LSD, maconha e cocaína, até que em 1988 foi convidado por Tom Zé a participar de Três Rios, um programa cultural. Também formou outra banda, chamada Energia Azul. No mesmo ano, conheceu a Igreja Renascer em Cristo, onde se tornou um cristão protestante e membro da congregação.
Logo se tornou integrante e fundador da banda de rock cristão Katsbarnea ao lado de Brother Simion, Tchu Salomão e Marcelo Gasperini. Na banda, atuava como vocal de apoio e percussionista. Gravou três discos com o grupo: O Som que Te Faz Girar, Katsbarnea e Cristo ou Barrabás. Após a gravação de tais discos, Makuko saiu da banda, gravando três discos em sua carreira solo.
Em 1999, Brother Simion, vocalista do Katsbarnea deixou a banda, e Makuko foi convidado a voltar ao grupo e atuar como vocalista. O cantor aceitou o convite, e no mesmo ano foi gravado Acústico - A Revolução está de volta, que vendeu mais de cem mil cópias no Brasil. Ainda, lançou Profecia em 2003 ao lado do Katsbarnea. Por um desgaste de convivência deixou a banda naquele ano. Em 2005, lançou o disco 12. Também planejava montar um novo grupo e uma gravadora que traria oportunidade à novas bandas de rock cristão.
Entretanto, após gravar seu disco, retornou ao Katsbarnea e lançou em 2007 o disco A Tinta de Deus. Permanece na banda até os dias de hoje.

## Discografia
Solo
- 1995: A lei do Rei
- 1996: Paulinho Makuko
- 1998: Limites Invisíveis
- 2005: 12

Com o Katsbarnea